# Cold Water
"Cold Water" é uma canção do grupo de música eletrônica estadunidense Major Lazer, gravada para o seu quarto álbum de estúdio, Music is the Weapon (2016). Conta com a participação do cantor canandense Justin Bieber e da cantora dinamarquesa MØ, e foi composta por ambos em conjunto com Jamie Scott, Ed Sheeran, Diplo, Benny Blanco, Philip Meckseper e Henry Allen, tendo sido produzida pelos quatro últimos — com Meckseper e Allen sendo respectivamente creditados como Jr. Blender e King Henry. O seu lançamento como o primeiro single do álbum ocorreu em 22 de julho de 2016, através das gravadoras Mad Decent e Def Jam.

## Faixas e formatos
| Download digital |                                       |         |  |
| N.º              | Título                                | Duração |  |
| 1.               | "Cold Water" (com Justin Bieber e MØ) | 3:05    |  |

## Desempenho nas tabelas musicais

### Posições
| Tabela musical (2016)                                  | Melhor posição |
| ------------------------------------------------------ | -------------- |
| Alemanha (Media Control Charts)                        | 2              |
| Austrália (ARIA Charts)                                | 1              |
| Bélgica (Ultratop 50 de Flandres)                      | 34             |
| Bélgica (Ultratip da Valônia)                          | 18             |
| Canadá (Canadian Hot 100)                              | 1              |
| Escócia (The Official Charts Company)                  | 2              |
| Estados Unidos (Billboard Hot 100)                     | 2              |
| Estados Unidos (Dance/Electronic Songs)                | 1              |
| Estados Unidos (Pop Songs)                             | 17             |
| França (Syndicat National de l'Édition Phonographique) | 2              |
| Hungria (Magyar Hanglemezkiadók Szövetsége)            | 4              |
| Irlanda (Irish Recorded Music Association)             | 1              |
| Países Baixos (MegaCharts)                             | 1              |
| Noruega (VG-lista)                                     | 1              |
| Nova Zelândia (NZ Top 40 Singles)                      | 1              |
| Reino Unido (UK Singles Chart)                         | 1              |
| Reino Unido (UK Dance Singles Chart)                   | 1              |
| Reino Unido (UK Indie Singles Chart)                   | 1              |

### Certificações
| País (Empresa) | Certificação |
| -------------- | ------------ |
| Itália (FIMI)  | 4× Platina   |

## Histórico de lançamento
| País           | Data                | Formato           | Gravadora(s)        |
| -------------- | ------------------- | ----------------- | ------------------- |
| Mundo          | 22 de julho de 2016 | Download digital  | Mad Decent, Def Jam |
| Itália         | 22 de julho de 2016 | Rádios mainstream | Warner              |
| Estados Unidos | 26 de julho de 2016 | Rádios mainstream | Mad Decent, Def Jam |